# DNK polimeraza beta
DNK polimeraza beta (POLB) je enzim koji kod ljudi kodira POLB gen.

## Funkcija
U eukariotskim ćelijama, DNK polimeraza beta (POLB) izvodi popravke ekscizijom baza (BER) koje su neophodne za popravku DNK, replikaciju, rekombinaciju, i otpornost na lekove.

## Regulacija ekspresije
DNK polimeraza beta održava genomski integritet putem uzimanja učešća u popravci ekscizijom baza. Prekomerno izražavanje POLB iRNK je u korelaciji sa brojnim tipovima kancera, dok deficijencije POLB-a rezultuju u hipersenzitivnosti na alkilirajuće agense, uključujući apoptozu, i prekid hromozoma. Iz tih razloga, esencijalno je precizno održavanje kontrole POLB ekspresije.

## Interakcije
DNA polimeraza beta formira interakcije sa PNKP i XRCC1.

## Literatura
- T, Date; Tanihara K; Yamamoto S;  . (1992). „Two regions in human DNA polymerase beta mRNA suppress translation in Escherichia coli”. Nucleic Acids Res. 20 (18): 4859—64. PMC 334243 . PMID 1408801. doi:10.1093/nar/20.18.4859.
- Wang L, Patel U, Ghosh L, Banerjee S (1992). „DNA polymerase beta mutations in human colorectal cancer”. Cancer Res. 52 (17): 4824—7. PMID 1511447.
- T, Tokui; Inagaki M; Nishizawa K;  . (1991). „Inactivation of DNA polymerase beta by in vitro phosphorylation with protein kinase C”. J. Biol. Chem. 266 (17): 10820—4. PMID 2040602.
- DN, SenGupta; Zmudzka BZ; Kumar P;  . (1986). „Sequence of human DNA polymerase beta mRNA obtained through cDNA cloning”. Biochem. Biophys. Res. Commun. 136 (1): 341—7. PMID 2423078. doi:10.1016/0006-291X(86)90916-2.
- Zmudzka BZ, Fornace A, Collins J, Wilson SH (1988). „Characterization of DNA polymerase beta mRNA: cell-cycle and growth response in cultured human cells”. Nucleic Acids Res. 16 (20): 9587—96. PMC 338765 . PMID 2460824. doi:10.1093/nar/16.20.9587.
- Widen SG, Kedar P, Wilson SH (1988). „Human beta-polymerase gene. Structure of the 5'-flanking region and active promoter”. J. Biol. Chem. 263 (32): 16992—8. PMID 3182828.
- J, Abbotts; SenGupta DN; Zmudzka B;  . (1988). „Expression of human DNA polymerase beta in Escherichia coli and characterization of the recombinant enzyme”. Biochemistry. 27 (3): 901—9. PMID 3284575. doi:10.1021/bi00403a010.
- Y, Dobashi; Kubota Y; Shuin T;  . (1995). „Polymorphisms in the human DNA polymerase beta gene”. Hum. Genet. 95 (4): 389—90. PMID 7705833.
- YJ, Chyan; Ackerman S; Shepherd NS;  . (1994). „The human DNA polymerase beta gene structure. Evidence of alternative splicing in gene expression”. Nucleic Acids Res. 22 (14): 2719—25. PMC 308239 . PMID 7914364. doi:10.1093/nar/22.14.2719.
- Maruyama K, Sugano S (1994). „Oligo-capping: a simple method to replace the cap structure of eukaryotic mRNAs with oligoribonucleotides”. Gene. 138 (1–2): 171—4. PMID 8125298. doi:10.1016/0378-1119(94)90802-8.
- M, Chang; Burmer GC; Sweasy J;  . (1994). „Evidence against DNA polymerase beta as a candidate gene for Werner syndrome”. Hum. Genet. 93 (5): 507—12. PMID 8168825.
- Chyan YJ, Strauss PR, Wood TG, Wilson SH (1996). „Identification of novel mRNA isoforms for human DNA polymerase beta”. DNA Cell Biol. 15 (8): 653—9. PMID 8769567. doi:10.1089/dna.1996.15.653.
- H, Pelletier; Sawaya MR; Wolfle W;  . (1996). „Crystal structures of human DNA polymerase beta complexed with DNA: implications for catalytic mechanism, processivity, and fidelity”. Biochemistry. 35 (39): 12742—61. PMID 8841118. doi:10.1021/bi952955d.
- H, Pelletier; Sawaya MR; Wolfle W;  . (1996). „A structural basis for metal ion mutagenicity and nucleotide selectivity in human DNA polymerase beta”. Biochemistry. 35 (39): 12762—77. PMID 8841119. doi:10.1021/bi9529566.
- Pelletier H, Sawaya MR (1996). „Characterization of the metal ion binding helix-hairpin-helix motifs in human DNA polymerase beta by X-ray structural analysis”. Biochemistry. 35 (39): 12778—87. PMID 8841120. doi:10.1021/bi960790i.
- Y, Kubota; Nash RA; Klungland A;  . (1997). „Reconstitution of DNA base excision-repair with purified human proteins: interaction between DNA polymerase beta and the XRCC1 protein”. EMBO J. 15 (23): 6662—70. PMC 452490 . PMID 8978692.
- Bennett RA, Wilson DM, Wong D, Demple B (1997). „Interaction of human apurinic endonuclease and DNA polymerase beta in the base excision repair pathway”. Proc. Natl. Acad. Sci. U.S.A. 94 (14): 7166—9. PMC 23779 . PMID 9207062. doi:10.1073/pnas.94.14.7166.
- MR, Sawaya; Prasad R; Wilson SH;  . (1997). „Crystal structures of human DNA polymerase beta complexed with gapped and nicked DNA: evidence for an induced fit mechanism”. Biochemistry. 36 (37): 11205—15. PMID 9287163. doi:10.1021/bi9703812.
- Bhattacharyya N, Banerjee S (1997). „A variant of DNA polymerase beta acts as a dominant negative mutant”. Proc. Natl. Acad. Sci. U.S.A. 94 (19): 10324—9. PMC 23361 . PMID 9294209. doi:10.1073/pnas.94.19.10324.
- Y, Suzuki; Yoshitomo-Nakagawa K; Maruyama K;  . (1997). „Construction and characterization of a full length-enriched and a 5'-end-enriched cDNA library”. Gene. 200 (1–2): 149—56. PMID 9373149. doi:10.1016/S0378-1119(97)00411-3.